# Bauhinia purpurea
El urape púrpura  (Bauhinia purpurea) es un árbol de la familia de las fabáceas, ampliamente difundido en las regiones tropicales de América.  En Costa Rica se le conoce como casco de venado, pata de vaca u orquídea de palo.

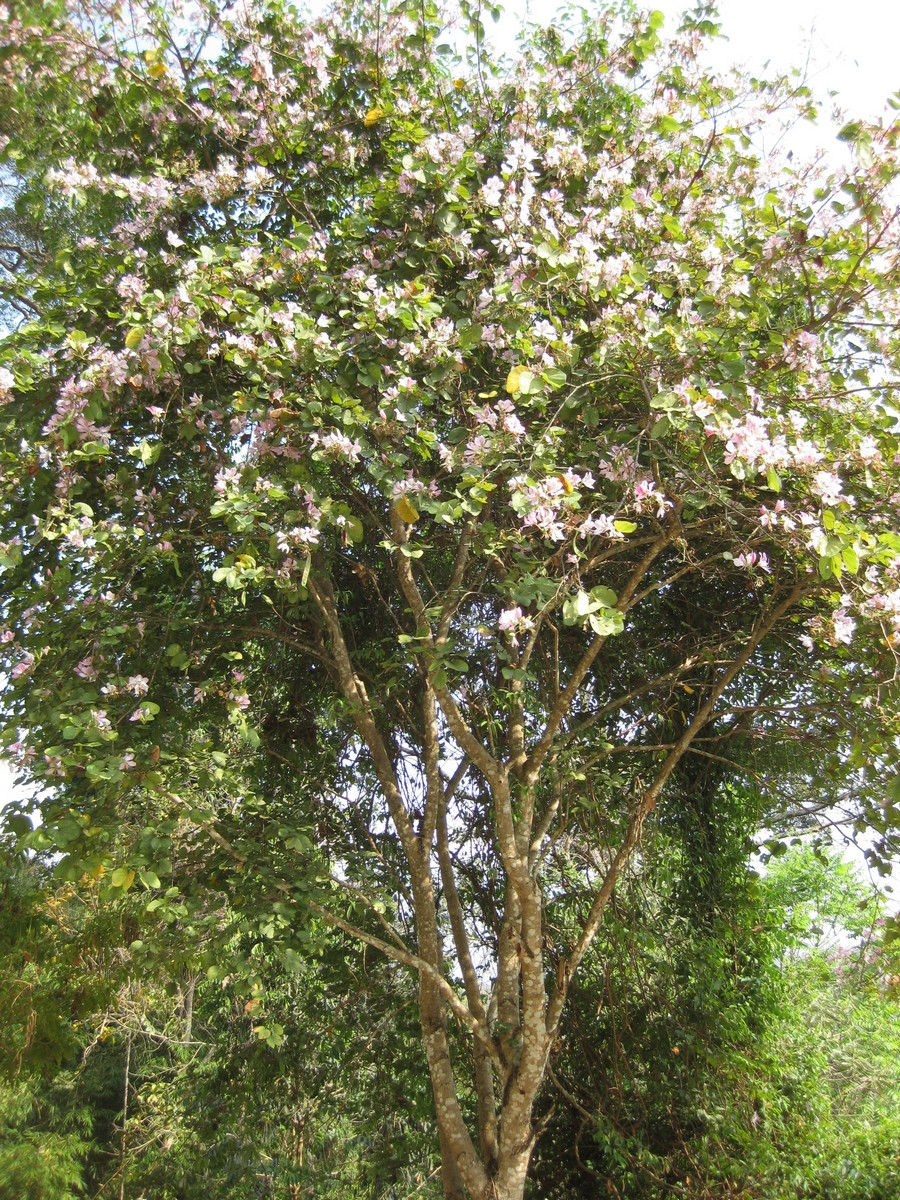
Vista de la planta

## Descripción
Puede alcanzar hasta 9 o más metros de altura, sin embargo, generalmente es más pequeño de 3 o 4 metros. Sus flores son de color púrpura (de allí viene su epíteto específico purpurea) y semejantes a una orquídea, son grandes y vistosas, pentámeras con 3 o 4 estambres fértiles. Las hojas son lobuladas y semejan a la huella de una pezuña. Se reproduce por semillas.

## Taxonomía
Bauhinia purpurea fue descrito por Carlos Linneo  y publicado en Species Plantarum 1: 375. 1753.
Etimología
Bauhinia: nombre genérico nombrado en honor de los hermanos herboristas y botánicos suizos; Caspar (1560-1624) y Johann Bauhin  (1541-1613). El primero fue botánico y médico, autor de un índice de  nombres de plantas y sus sinónimos llamado Pinax Theatri botanici, y profesor de anatomía y botánica en la Universidad de Basilea, que distinguía entre género y especie, y fue el primero en establecer un sistema científico de la nomenclatura, mientras que el segundo fue coautor de la gran obra Historia Plantarum universalis, publicado cuarenta años después de su muerte.
purpurea: epíteto latino que significa "púrpura".
Sinonimia
- Bauhinia castrata Blanco
- Bauhinia coromandeliana DC.
- Bauhinia platyphylla Span.
- Bauhinia platyphylla Zipp. ex Span.
- Bauhinia purpurea var. corneri de Wit
- Bauhinia purpurea var. violacea de Wit
- Bauhinia rosea Corner
- Bauhinia triandra Roxb.
- Bauhinia violacea Corner
- Caspareopsis purpurea (L.) Pittier

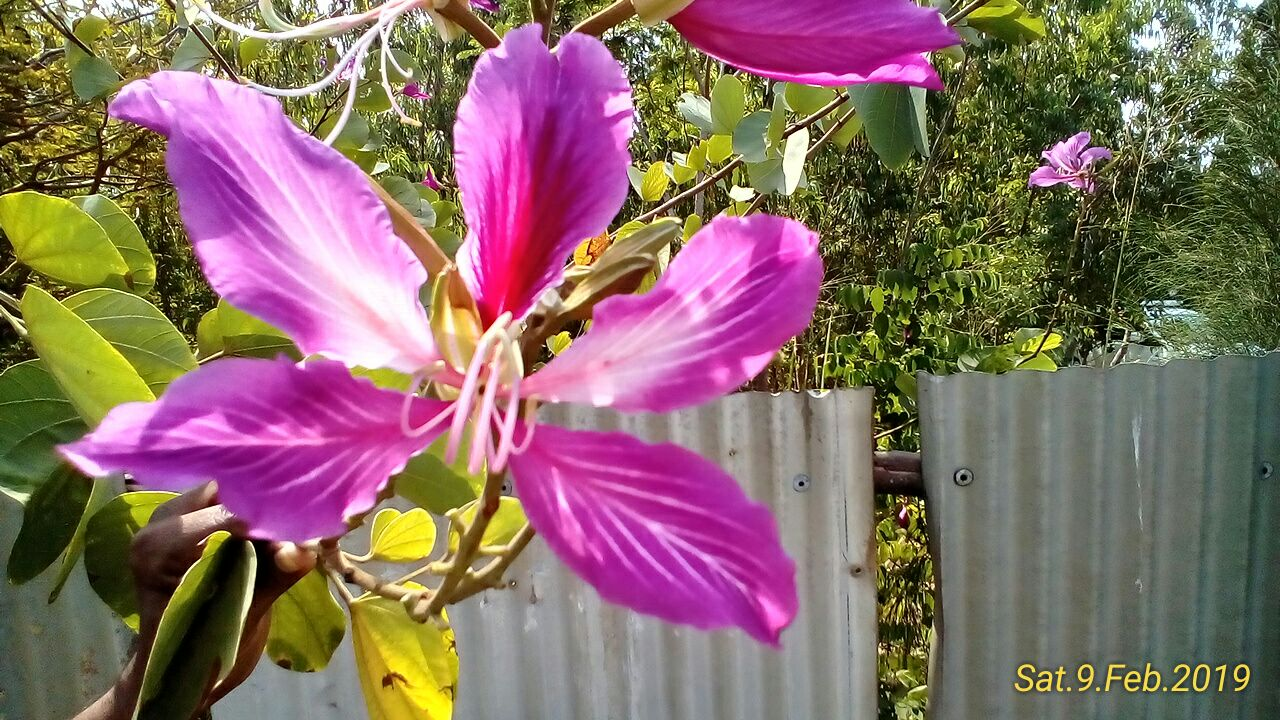
Flor de Bauhinia purpurea

- Phanera purpurea (L.) Benth.[5]